# Gleđica
Gleđica (cyr. Глеђица) – wieś w Serbii, w okręgu morawickim, w gminie Ivanjica. W 2011 roku liczyła 193 mieszkańców.